# 계산기내
계산기내(計算器/計算機 內, 영어: in silico)는 가상 환경에서의 실험 벙법으로 최근 컴퓨터의 발달로 컴퓨터 시뮬레이션을 이용하는 실험 방법의 일종이다. 생명공학의 기존 연구방법 중 살아있는 세포나 생명체를 대상으로한 실험의 경우를 생체내(in vivo)라고 하며, 유리 시험관을 통한 방법을 생체외(in vitro)라고 한다. 

## 같이 보기
- 생체내 (in vivo)
- 생체외 (in vitro)